# Paulo Jamelli
Paulo Jamelli (São Paulo, 1974. július 22. –) brazil válogatott labdarúgó.
A brazil válogatott tagjaként részt vett az 1996-os CONCACAF-aranykupán.

## Statisztika
| Brazil válogatott | Brazil válogatott | Brazil válogatott |
| Időszak           | Mérk.             | gól               |
| ----------------- | ----------------- | ----------------- |
| 1996              | 5                 | 2                 |
| Összesen          | 5                 | 2                 |